# Antun Ilija Carić
Antun Ilija (Anton Elias) Carić (Svirče, 4. svibnja 1868. − Split, 8. travnja 1912.) je bio hrvatski književnik i folklorni pisac.
Zaposlio se je kao suplent u Zadru u talijanskoj realnoj gimnaziji. Radio je kao suplent i u Splitu u hrvatskoj realnoj gimnaziji i trgovačkoj školi. U Bakru je radio kao profesor u nautičkoj školi.
Pisao je o narodnim običajima otoka Brača, Hvara i područja austrijske Kraljevine Dalmacije. Znanstvene je radove objavio u Glasniku Zemaljskog muzeja u Bosni i Hercegovini. Zabilježio je vjerovanja u vilinska stvorenja orka i macića. Pisao je novele i pjesme, književnu kritiku i dramu u stihovima Pobjeda ljubavi.

## Djela
Članci i knjige A. I. Carića:
- Koledanje uoči Mladoga ljeta na otoku Hvaru, u: Glasnik Zemaljskog muzeja u Bosni i Hercegovini, 8(1896)
- Zaručni i vjenčani običaji u općini bogomoljskoj na ostrvu Hvaru, u: Glasnik Zemaljskog muzeja u Bosni i Hercegovini, 9:4(1897)
- Narodno vjerovanje u Dalmaciji, u: Glasnik Zemaljskog muzeja u Bosni Hercegovini, 9:3(1897)
- Narodni običaji sa ostrva Hvara, u: Glasnik Zemaljskog muzeja u Bosni i Hercegovini, 10(1898)
- Volksaberglaube in Dalmatien, u: Wissenschaftliche Mittheilungen aus Bosnien und der Hercegovina, 6(1899), Beč
- Folklorističke bilješke iz Dalmacije, u: Glasnik Zemaljskog muzeja u Bosni i Hercegovini, 11(1899), Sarajevo
- Crtice iz narodnog života u Dalmaciji , 1900.
- Narodni običaji na ostrvu Hvaru u Dalmaciji, u: Glasnik Zemaljskog muzeja u Bosni Hercegovini, 16 (1904)

## Vanjske poveznice
- Pjesma Ljubav i tuga  Arhivirana inačica izvorne stranice od 20. listopada 2014. (Wayback Machine)
- Novi glavar, Crtica iz seoskog života na Hvaru u Dalmaciji  Arhivirana inačica izvorne stranice od 20. listopada 2014. (Wayback Machine)
- Crtice iz narodnog života u Dalmaciji, 1900.  Arhivirana inačica izvorne stranice od 20. listopada 2014. (Wayback Machine)
- Narodni običaji na ostrvu Hvaru u Dalmaciji, 1904.  Arhivirana inačica izvorne stranice od 20. listopada 2014. (Wayback Machine)